# Барышев, Тимофей Иванович
Тимофей Иванович Барышев — советский хозяйственный, государственный и политический деятель, Герой Социалистического Труда.

## Биография
Родился в 1906 году в деревне Покровское. Член КПСС.
С 1920 года — на хозяйственной, общественной и политической работе. В 1920—1987 гг. — крестьянин, колхозник, работник сельскохозяйственной артели, бригадир в колхозе «Покровское», участник Великой Отечественной войны, председатель колхоза «Покровское», председатель колхоза «Россия» Истринского района Московской области.
Указом Президиума Верховного Совета СССР от 19 февраля 1948 года присвоено звание Героя Социалистического Труда с вручением ордена Ленина и золотой медали «Серп и Молот».
Умер в Покровском в 1987 году.